# 1870年鐵路
此條目列出1870年發生有關鐵路運輸的事件。

## 3月
- 3月7日：大印度半島鐵路（英语：Great Indian Peninsula Railway）與東印度鐵路公司（英语：East Indian Railway Company）接軌，孟買至加爾各答的鐵路自始全線通車。

## 7月
- 7月24日：從太平洋沿岸開往大西洋沿岸的首班鐵路列車抵達紐約。

## 8月
- 8月2日：倫敦塔地鐵（英语：Tower Subway）通車，是世界上首條以鑽挖方式建造的地鐵，以纜索牽引拉動。

## 9月
- 9月12日：里希邁基－聖彼得堡鐵路通車。

## 12月
- 12月：開放不到4個月的倫敦塔地鐵（英语：Tower Subway）由於公司破產而宣告關閉。